# 泉の館

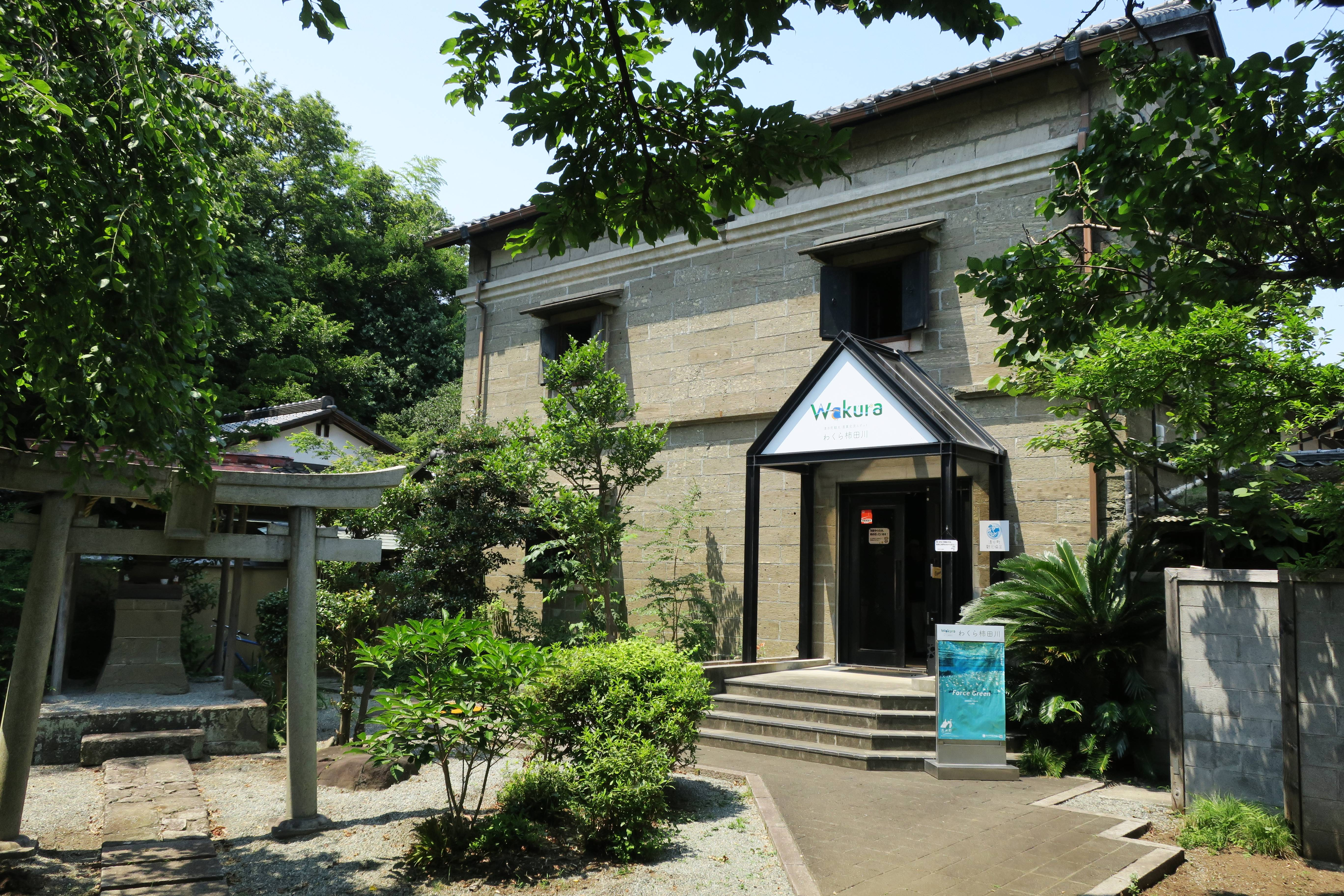
わくら柿田川

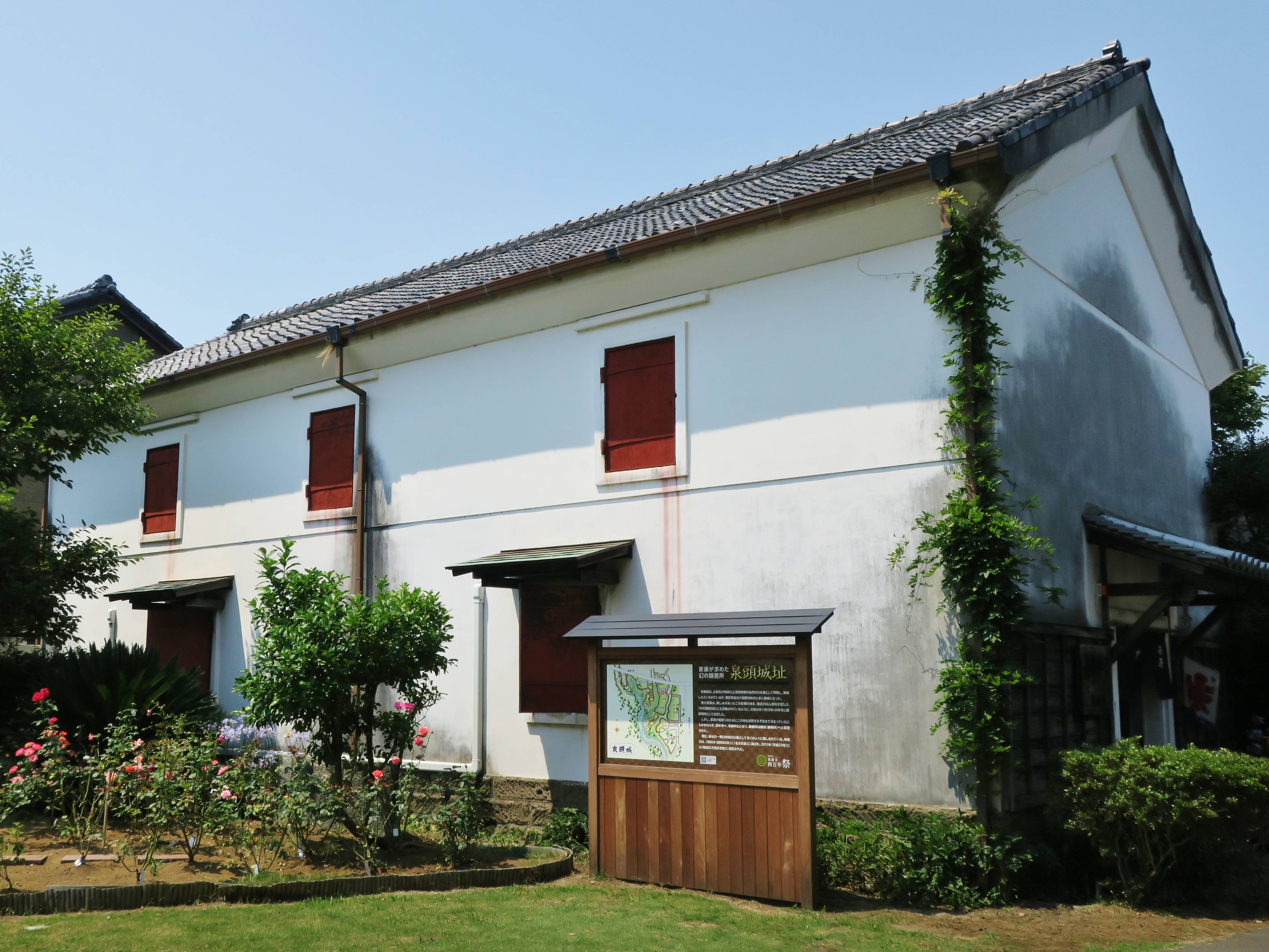
喫茶「蔵」

泉の館（いずみのやかた）は、静岡県駿東郡清水町の国道1号沿いに位置するドライブイン。
元々は製紙業を営んでいた土地で、その時代の建造物（築80年以上を経た蔵と邸宅）が今でも残っている。柿田川公園やショッピングセンター・サントムーン柿田川に隣接している。

## 施設データ
- 名称：柿田川ドライブインガーデン 泉の館[1]
- 所在地：〒411-0907 静岡県駿東郡清水町伏見86[1]
- 営業時間：9:00 - 17:00[1]
- 定休日：年末（12月25日 - 12月30日）[1]

## 交通アクセス
公共交通機関
JR三島駅から沼津駅行きの路線バス（東海バスオレンジシャトル）に乗車、バス停「西玉川」にて下車、徒歩約5分。
自家用自動車
東名高速道路・沼津インターチェンジから自動車で約15分間。乗用車30台、バス12台が駐車可能な無料駐車場がある。